# Volker Finke
Volker Finke (24 de març de 1948) és un entrenador de futbol alemany. Va ser l'entrenador del SC Freiburg durant setze anys.